# Câmpulungeanca
Câmpulungeanca – wieś w Rumunii, w okręgu Buzău, w gminie Mărgăritești. W 2011 roku liczyła 271 mieszkańców.